# Hollywood Stories
Hollywood Story : la vraie histoire de... (ou Hollywood Stories ou Hollywood Séries ou Les Véritables Histoires d'Hollywood ; THS : True Hollywood Story) est une série américaine de documentaires, diffusée depuis le 29 mars 1996 sur E!.
En France, la série est diffusée à partir des années 2000 sous le titre Hollywood Stories sur Paris Première. Rediffusion de 13 émissions sous le titre Les Véritables histoires d'Hollywood du 8 avril 2007 au 2 juillet 2007 sur France 2. Certaines émissions consacrées aux séries ont été rediffusées sous le titre Hollywood Séries sur Série club. Puis sous le titre Hollywood Story : la vraie histoire de... sur E! (France). En Belgique, la série est diffusée sur Star TV.

## Principe
L'émission raconte la vie des célébrités du cinéma, de la musique, de la télévision, du sport et de personnalités publiques, mais aussi la genèse de films, de séries et d'émissions télévisées. Elle traite aussi des scandales du show-business, des crimes célèbres, du devenir des enfants-stars.
L'émission se déroule sous la forme d'un documentaire avec une voix off, entrecoupée d'interviews de la personnalité concernée, de proches, d'extraits de films, d'émissions télévisées et d'archives.